# Heidi Westphal
Heidi Westphal   (Gnoien, 5 de juliol de 1959) és una remadora alemanya que va competir sota bandera de la República Democràtica Alemanya durant les dècades de 1970 i 1980.
El 1980 va prendre part en els Jocs Olímpics de Moscou on, fent parella amb Cornelia Linse, guanyà la medalla de plata en la prova del doble scull del programa de rem.
En el seu palmarès també destaquen una medalla d'or i dues de plata al Campionat del món de rem entre 1979 i 1982.